# UFC on ESPN: Sandhagen vs. Dillashaw
UFC on ESPN: Sandhagen vs. Dillashaw (también conocido como UFC on ESPN 27) fue un evento de artes marciales mixtas producido por Ultimate Fighting Championship que tuvo lugar el 24 de julio de 2021 en las instalaciones del UFC Apex en Enterprise, Nevada, parte del área metropolitana de Las Vegas, Estados Unidos.

## Antecedentes
Se vendieron 51 paquetes exclusivos a $2000 dólares cada uno, a una cantidad seleccionada de personas que puedieron asistir al evento. Esta fue la primera vez que se permitió a los aficionados asistir a los eventos de la UFC en el UFC Apex. Estos paquetes se vendieron también para eventos posteriores en el UFC Apex.
El combate de peso gallo entre el exbicampeón de Peso Gallo de UFC, T.J. Dillashaw, y Cory Sandhagen, estelarizó el evento. Fue el primer combate de Dillashaw desde su suspensión de dos años por haber dado positivo por eritropoyetina humana recombinante (EPO), lo que le hizo perder el título. Se esperaba que sirviera como combate principal de UFC on ESPN: Rodriguez vs. Waterson, pero este se pospuso después de que Dillashaw se lesionara debido a un corte sufrido por un cabezazo.
Estaba previsto que Raphael Assunção y Kyler Phillips se enfrentaran en un combate de peso gallo. Sin embargo, Assunção sufrió una lesión en el bíceps a finales de junio y fue sustituido por Raulian Paiva.
Priscila Cachoeira fue vinculada a un combate con Sijara Eubanks en el evento. Sin embargo, el emparejamiento nunca fue anunciado oficialmente por la promoción y Eubanks se enfrentó a la recién llegada, Elise Reed en su lugar.
Los combates de peso gallo entre Trevin Jones contra Tony Kelly y Aaron Phillips contra Cameron Else estaban programados para el evento. Sin embargo, el 4 de julio, Kelly se retiró del combate por razones desconocidas y, posteriormente, Else fue retirado por razones no reveladas a mediados de julio. Como resultado, se esperaba que Phillips se enfrentara a Jones en la cartelera. Sin embargo, el 18 de julio, Phillips tuvo que retirarse del combate y Jones fue trasladado a UFC on ESPN: Hall vs. Strickland para enfrentar a Ronnie Lawrence.
Inicialmente estaba previsto un combate de peso pesado entre Shamil Abdurakhimov y Chris Daukaus. Sin embargo, el enfrentamiento fue retirado de la cartelera el 19 de julio debido a los protocolos de COVID-19 dentro del campamento de Abdurakhimov. Se espera que el emparejamiento quede intacto y tenga lugar una semana después en UFC on ESPN: Hall vs. Strickland.
Se esperaba un combate de peso gallo femenino entre Aspen Ladd y la ganadora de The Ultimate Fighter: Heavy Hitters, Macy Chiasson. Sin embargo, el combate se canceló durante la semana de la pelea debido a que Chiasson sufrió una fractura por fatiga en el pie.

## Premios de bonificación
Los siguientes luchadores recibieron bonificaciones de $50000 dólares.
- Pelea de la Noche: Raulian Paiva vs. Kyler Phillips
- Actuación de la Noche: Adrian Yanez y Darren Elkins